# 达则寺
达则寺，又俗称安多寺，是位于中国西藏自治区林芝市巴宜区林芝镇达则村的苯教寺院。

## 历史
达则寺位于林芝市巴宜区驻地以南，达则村后的半山腰上。西藏和平解放前，环绕巴宜区境内的苯教神山本日山建有苯教寺院七座，即达则寺、衮钦寺、滚巴颠巴寺、嘉黎寺、大卓萨寺、宗琼丹寺、羊滚寺。如今，本日山周围保存完好的寺庙有4座，即吉日寺、大卓萨寺、达则寺、色迦棍钦寺，均属苯教。达则寺曾为西藏苯教第二大寺。如今仍然是林芝县的大寺。
达则寺由来自阿里的安多哇修建。另一种说法称，达则寺又名“安多寺”，是因寺内僧尼多为安多人而得名。据说，该寺建于1568年或1620年。另一说到21世纪初，该寺已有200多年历史。鼎盛时期，该寺有僧人1000余人。寺庙的活佛采取转世方式。2000年代的寺庙住持为新培强巴，是林芝地区佛教协会理事。

## 建筑
达则寺原来占地面积约200亩，建筑规模很大，但1950年在地震中被毁，后又重修。达则寺主供佛像为登巴佛。
达则寺内院中，有一根高大的经幡，其旁为一座煨桑炉。达则寺的主体建筑由两座拉康（佛殿）、一排僧舍组成。佛殿内供奉辛饶·米沃且、度母、尊胜佛母等塑像，以及安多哇的灵塔等。